# Bernt Zarnowiecki
Bernt Lennart Zarnowiecki (Gotemburgo, 26 de mayo de 1954) es un deportista sueco que compitió en natación. Ganó una medalla de bronce en el Campeonato Europeo de Natación de 1974 en la prueba de 4 × 200 m libre.

## Palmarés internacional
| Campeonato Europeo | Campeonato Europeo | Campeonato Europeo | Campeonato Europeo |
| Año                | Lugar              | Medalla            | Prueba             |
| ------------------ | ------------------ | ------------------ | ------------------ |
| 1974               | Viena (Austria)    | Medalla de bronce  | 4 × 200 m libre    |